# Arend Vermaat

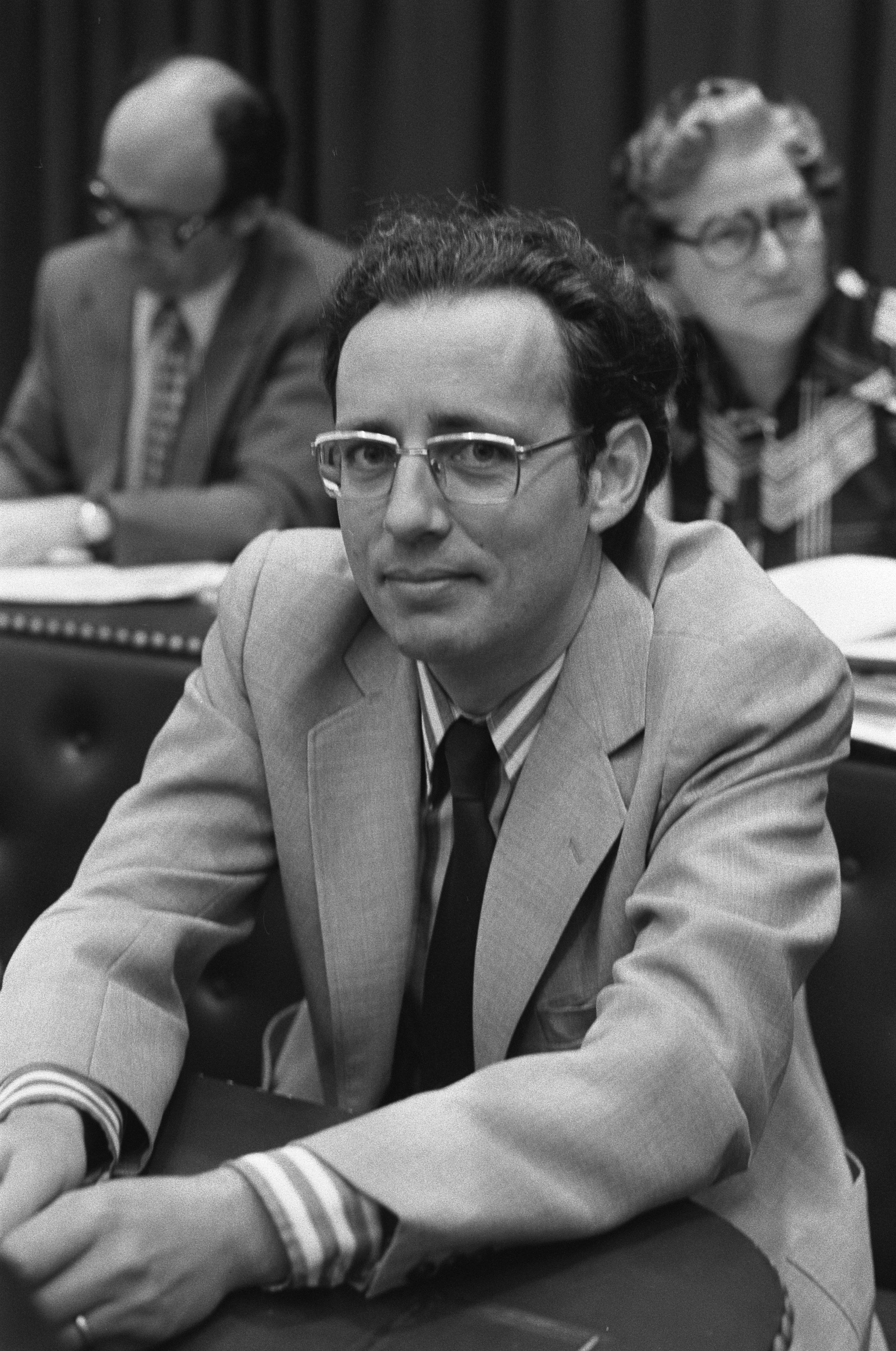
A.J. Vermaat (1975)

Arend Jan Vermaat (Hoevelaken, 2 november 1939) is een Nederlands voormalig politicus van de ARP en later het CDA en hoogleraar.
Hij heeft economie gestudeerd aan de Vrije Universiteit Amsterdam (VU) en is daar in 1966 ook gepromoveerd in de Economische Wetenschappen op het proefschrift De controverse tussen de "loanable funds"-theorie en de "liquidity preference"-theorie.
Vanaf eind jaren 60 was hij lector in de wiskundige economie aan de VU. Vermaat was voor de ARP kandidaat bij de Tweede Kamerverkiezingen van 1971. Hij werd toen niet verkozen, maar omdat enkele ARP-parlementariërs doorschoven naar het kabinet-Biesheuvel I kwam Vermaat later dat jaar alsnog in de Tweede Kamer. Bij de verkiezingen in 1972 werd hij herkozen maar drie jaar later verliet hij tussentijds het parlement vanwege zijn benoeming tot hoogleraar in de economische politiek aan de VU. Van 1991 tot 1995 was hij weer actief in de landelijke politiek als lid van de Eerste Kamer.